# Intercontinental Cup basketbal 1982
De Intercontinental Cup (basketbal) in 1982 vond plaats in 's-Hertogenbosch. Van FIBA Europe speelde Ford Cantù en Maccabi Elite Tel Aviv mee. Van de Liga Sudamericana speelde Club Ferro Carril Oeste mee. De NCAA stuurde de Air Force Falcons mee. Uit Nederland deden Nashua Den Bosch en Elmex Leiden mee.

## Groepsfase
Eerste dag 27 september 1982
| Club Ferro Carril Oeste | 81 - 68 | Elmex Leiden     |
| Air Force Falcons       | 84 - 81 | Nashua Den Bosch |

Tweede dag 28 september 1982
| Maccabi Elite Tel Aviv | 100 - 88 | Club Ferro Carril Oeste |
| Ford Cantù             | 92 - 75  | Elmex Leiden            |

Derde dag 29 september 1982
| Nashua Den Bosch | 71 - 64 | Elmex Leiden           |
| Ford Cantù       | 76 - 73 | Maccabi Elite Tel Aviv |

Vierde dag 30 september 1982
| Nashua Den Bosch       | 97 - 77   | Club Ferro Carril Oeste |
| Maccabi Elite Tel Aviv | 103 - 100 | Air Force Falcons       |

Vijfde dag 1 oktober 1982
| Ford Cantù   | 102 - 95 | Club Ferro Carril Oeste |
| Elmex Leiden | 95 - 86  | Air Force Falcons       |

Zesde dag 2 oktober 1982
| Air Force Falcons      | 82 - 74      | Club Ferro Carril Oeste |
| Ford Cantù             | 70 - 68 (OT) | Nashua Den Bosch        |
| Maccabi Elite Tel Aviv | 92 - 79      | Elmex Leiden            |

Zevende dag 3 oktober 1982
| Maccabi Elite Tel Aviv | 86 - 77 | Nashua Den Bosch  |
| Ford Cantù             | 72 - 67 | Air Force Falcons |

|    | Team                    | Pld | W | L | PF  | PA  | Points |
| -- | ----------------------- | --- | - | - | --- | --- | ------ |
| 1. | Ford Cantù              | 5   | 5 | 0 | 412 | 358 | 10     |
| 2. | Nashua Den Bosch        | 5   | 3 | 2 | 403 | 372 | 8      |
| 3. | Maccabi Elite Tel Aviv  | 5   | 3 | 2 | 422 | 404 | 8      |
| 4. | Air Force Falcons       | 5   | 2 | 3 | 394 | 402 | 7      |
| 5. | Club Ferro Carril Oeste | 5   | 1 | 4 | 395 | 499 | 6      |
| 6. | Elmex Leiden            | 5   | 1 | 4 | 381 | 422 | 6      |